# K리그 개인 수상 내역
K리그는 1983년 출범한 이후로 많은 수상 기록을 남겼다. 본 문서는 선수, 심판 등 개인의 수상 기록에 관한 문서이다.
과거부터 현재까지 언론사 등이 제정하고 스포츠용품사 등이 후원하는 K리그 관련 시상식이 계속되고 있으며 수여하는 상이름들이 전부 비슷하고 수상자도 겹치는 경우가 많아 축구팬들이 혼란스러워 하는 경우가 많다.
이 문서에서는 한국프로축구연맹에서 제정하는 K리그 공식 시상 항목의 수상 기록을 기재한다.
역대 외부 제정 K리그 시상식
- 프로축구 골든볼·골든슈 시상식 (일간스포츠·KBS 공동제정, 아디다스 코리아 후원) : 1984–2005
- 올해의 프로축구 대상 (스포츠서울 제정, 프로스펙스 후원) : 1987–2007
- 프로축구 빅스포상 시상식 (일간스포츠 제정, 영창산업 후원) : 1995–?
- 올해의 키카골 (일간스포츠 제정, 키카 후원) : 1998–?
- 프로축구대상 (스포츠투데이 제정, 대한화재 후원) : 1999–?
- OB라거 프로축구대상 : 2000–?
- 한국축구대상(스포츠조선 제정, 스포츠토토(주) 협찬) : 2004–2007[1]
- 헬로! 풋볼 팬즈 어워즈 : 2009–?

## 시즌별 시상 항목

### 전 경기, 전 시간 출장상
과거 전 경기, 전 시간 출장을 한 선수에게 특별상이라는 명칭으로 수여되었는데 2018년부터 아예 전 경기, 전 시간 출장상으로 명칭이 변경되었다.
| 시즌 | 선수        | 구단             | 비고                             |
| ---- | ----------- | ---------------- | -------------------------------- |
| 1995 | 김병지      | 현대 호랑이      | 프로리그와 국가대표팀에서의 활약 |
| 1998 | 김병지      | 울산 현대 호랑이 |                                  |
| 1999 | 이용발      | 부천 SK          |                                  |
| 2000 | 이용발      | 부천 SK          | 전경기 전시간 출장               |
| 2000 | 조성환      | 부천 SK          | 전경기 전시간 출장               |
| 2001 | 신의손      | 안양 LG 치타스   | 전경기 전시간 출장               |
| 2001 | 이용발      | 부천 SK          | 전경기 전시간 출장               |
| 2002 | 김기동      | 부천 SK          | 전경기 전시간 출장               |
| 2002 | 이용발      | 전북 현대 모터스 | 전경기 전시간 출장               |
| 2003 | 수상자 없음 | 수상자 없음      |                                  |
| 2004 | 김병지      | 포항 스틸러스    | 전경기 전시간 출장               |
| 2004 | 조준호      | 부천 SK          | 전경기 전시간 출장               |
| 2004 | 신태용      | 성남 일화 천마   | 최다 경기 출장                   |
| 2005 | 김병지      | 포항 스틸러스    | 전경기 전시간 출장               |
| 2005 | 조준호      | 부천 SK          | 전경기 전시간 출장               |
| 2006 | 김병지      | FC 서울          | 전경기 전시간 출장               |
| 2006 | 최은성      | 대전 시티즌      | 전경기 전시간 출장               |
| 2006 | 이정래      | 경남 FC          | 전경기 전시간 출장               |
| 2007 | 김병지      | FC 서울          | 전경기 전시간 출장               |
| 2007 | 김영철      | 성남 일화 천마   | 전경기 전시간 출장               |
| 2007 | 김용대      | 성남 일화 천마   | 전경기 전시간 출장               |
| 2007 | 장학영      | 성남 일화 천마   | 전경기 전시간 출장               |
| 2007 | 염동균      | 전남 드래곤즈    | 전경기 전시간 출장               |
| 2008 | 백민철      | 대구 FC          | 전경기 전시간 출장               |
| 2009 | 김영광      | 울산 현대        | 전경기 전시간 출장               |
| 2009 | 김병지      | 경남 FC          | 통산 500경기 출장                |
| 2010 | 김병지      | 경남 FC          | 전경기 전시간 출장               |
| 2010 | 김용대      | FC 서울          | 전경기 전시간 출장               |
| 2010 | 백민철      | 대구 FC          | 전경기 전시간 출장               |
| 2011 | 수상자 없음 | 수상자 없음      |                                  |
| 2012 | 김용대      | FC 서울          | 전경기 전시간 출장               |
| 2012 | 김병지      | 경남 FC          | 통산 600경기 출장                |
| 2013 | 권정혁      | 인천 유나이티드  | 전경기 전시간 출장               |
| 2014 | 김병지      | 전남 드래곤즈    | 전경기 전시간 출장               |
| 2015 | 신화용      | 포항 스틸러스    | 전경기 전시간 출장               |
| 2015 | 오스마르    | FC 서울          | 전경기 전시간 출장               |
| 2016 | 김한빈      | 충주 험멜        | 전경기 전시간 출장               |
| 2017 | 이동국      | 전북 현대 모터스 | 최초 K리그 통산 200득점          |
| 2018 | 강현무      | 포항 스틸러스    | 전경기 전시간 출장               |
| 2018 | 김승대      | 포항 스틸러스    | 전경기 전시간 출장               |
| 2019 | 송범근      | 전북 현대 모터스 | 전경기 전시간 출장               |
| 2019 | 한국영      | 강원 FC          | 전경기 전시간 출장               |
| 2019 | 이인재      | 안산 그리너스    | 전경기 전시간 출장               |
| 2019 | 닐손 주니어 | 부천 FC 1995     | 전경기 전시간 출장               |
| 2020 | 송범근      | 전북 현대 모터스 | 전경기 전시간 출장               |
| 2020 | 조현우      | 울산 현대        | 전경기 전시간 출장               |
| 2020 | 강현무      | 포항 스틸러스    | 전경기 전시간 출장               |
| 2021 | 김영광      | 성남 FC          | 전경기 전시간 출장               |
| 2021 | 조현우      | 울산 현대        | 전경기 전시간 출장               |
| 2022 | 정민기      | FC 안양          | 전경기 전시간 출장               |
| 2023 | 구상민      | 부산 아이파크    | 전경기 전시간 출장               |
| 2023 | 이창근      | 대전 하나 시티즌 | 전경기 전시간 출장               |
| 2023 | 황인재      | 포항 스틸러스    | 전경기 전시간 출장               |

### 공로상
| 시즌 | 수상자                            | 구단               | 비고 |
| ---- | --------------------------------- | ------------------ | --- |
| 2002 | N/A                               | 수원 삼성 블루윙즈 | 아시안 클럽 챔피언십 우승 |
| 2004 | 김용서                            |                    | 수원시장 |
| 2004 | 안상수                            |                    | 인천광역시장 |
| 2004 | 그랑블루                          |                    | 수원 삼성 블루윙즈 서포터즈 |
| 2007 | 최진철                            | 전북 현대 모터스   | 은퇴 |
| 2007 | 김현수                            | 대구 FC            | 은퇴 |
| 2008 | 우성용                            | 울산 현대          | 역대 개인 최다골 |
| 2008 | 김해운                            | 성남 일화 천마     | 은퇴 |
| 2008 | 김학철                            | 인천 유나이티드    | 은퇴 |
| 2008 | 김현수                            | 전북 현대 모터스   | 은퇴 |
| 2009 | 수상자 없음                       | 수상자 없음        | |
| 2010 | 수상자 없음                       | 수상자 없음        | |
| 2011 | 김장열                            | 제주 유나이티드    | 제주 유나이티드 의무트레이너 신영록 구조 공로로 특별공로상 수상 |
| 2012 | 홍명보                            | N/A                | 2012 런던 올림픽 동메달 신화를 이룬 올림픽 축구 대표팀 감독 홍명보 및 코칭스태프 포함 팀 전체에 공로상 시상 선수는 김창수, 박종우, 이범영 윤석영, 오재석, 정성룡 등 6명이 시상식에 대표로 참석해서 수상 |
| 2012 | 런던 올림픽 축구 대표팀 팀원 전원 | N/A                | 2012 런던 올림픽 동메달 신화를 이룬 올림픽 축구 대표팀 감독 홍명보 및 코칭스태프 포함 팀 전체에 공로상 시상 선수는 김창수, 박종우, 이범영 윤석영, 오재석, 정성룡 등 6명이 시상식에 대표로 참석해서 수상 |
| 2012 | 안정환                            | N/A                | 명예 홍보팀장 |
| 2013 | 이종국 주심                       | N/A                | 은퇴 |
| 2013 | 김정식 부심                       | N/A                | 은퇴 |
| 2014 | 김용수 부심                       | N/A                | 은퇴 |
| 2016 | 김병지                            |                    | 은퇴 |
| 2019 | 권영진                            |                    | 대구광역시장 |
| 2020 | 이동국                            | 전북 현대 모터스   | 은퇴 |

### 올해의 베스트 골
| 시즌 | 선수           | 구단               | 대진            | 일시       | 투표기간                | 비고                                                                 |
| ---- | -------------- | ------------------ | --------------- | ---------- | ----------------------- | -------------------------------------------------------------------- |
| 2003 | 서정원         | 수원 삼성 블루윙즈 | 수원 VS 안양 LG | 2003-05-18 |                         | 한국프로축구연맹과 KBS 제정 베스트 골 공동 수상                      |
| 2009 | 김동찬         | 경남 FC            | 경남 VS 성남    | 2009-10-25 | 2009.11.17 ~ 2009.11.20 | KBS 제정 베스트 골 수상 팬투표는 K리그 챔피언십 골들을 제외하고 선정 |
| 2010 | 데얀 외 9명    | FC 서울            | 서울 VS 대구    | 2010-09-11 |                         | SBS 선정 베스트 골 10개 발표, 단독 1위 선정 및 시상 안 함            |
| 2011 | 하대성 외 15명 | FC 서울            | 서울 VS 강원    | 2011-06-18 |                         | MBC 선정 베스트 골 15개 발표, 단독 1위 선정 및 시상 안 함            |
| 2012 | 보스나         | 수원 삼성 블루윙즈 | 수원 VS 울산    | 2012-05-20 | 2012.09.11 ~ 2012.09.14 | KBS 제정 베스트 골 수상 팬투표는 스플릿 리그 골들을 제외하고 선정    |
| 2013 | 서정진         | 수원 삼성 블루윙즈 | 울산 VS 수원    | 2013-10-27 |                         | SBS 선정 베스트 골 6개 발표, 단독 1위 선정 및 시상 안 함             |
| 2013 | 김태환         | 성남 일화 천마     | 경남 VS 성남    | 2013-09-28 |                         | SBS 선정 베스트 골 6개 발표, 단독 1위 선정 및 시상 안 함             |
| 2013 | 정대세         | 수원 삼성 블루윙즈 | 대전 VS 수원    | 2013-04-20 |                         | SBS 선정 베스트 골 6개 발표, 단독 1위 선정 및 시상 안 함             |
| 2013 | 이용           | 울산 현대          | 울산 VS 제주    | 2013-07-16 |                         | SBS 선정 베스트 골 6개 발표, 단독 1위 선정 및 시상 안 함             |
| 2013 | 전현철         | 전남 드래곤즈      | 대구 VS 전남    | 2013-03-10 |                         | SBS 선정 베스트 골 6개 발표, 단독 1위 선정 및 시상 안 함             |
| 2013 | 황일수         | 대구 FC            | 대구 VS 대전    | 2013-05-19 |                         | SBS 선정 베스트 골 6개 발표, 단독 1위 선정 및 시상 안 함             |
| 2014 | 정선호 외 6명  | 경남 FC            | 경남 VS 성남    | 2014-10-11 |                         | MBC 선정 베스트 골 7개 발표, 단독 1위 선정 및 시상 안 함             |
| 2015 | 마스다외 6명   | 울산 현대          | 울산 VS 전북    | 2015-05-10 |                         | KBS 선정 베스트 골 7개 발표, 단독 1위 선정 및 시상 안 함             |
| 2016 | 권창훈         | 수원 삼성 블루윙즈 | 수원 VS 수원 FC | 2016-07-10 |                         | KBS 제정 베스트 골 수상                                              |

- 과거 한국프로축구연맹에서 불규칙하게 시상을 하였으며 현재 공식 시상 항목은 아니다.
- KBS의 비바 K리그에서 2009년 11월 2009 시즌 베스트 오브 베스트 골을 선정하였고 이 골을 이벤트성으로 올해의 베스트 골이라는 이름으로 시상한 것이 시초이다
따라서 비바 K리그에서 시즌 결산 베스트 골 선정을 해야만 하고 KBS에서 K리그 대상 시상식을 중계하는 연도에만 수여되는 상이며
KBS 이외에서 K리그 대상 시상식을 중계하는 경우에는 대부분 베스트 골 7 정도 선정하고 따로 단독 1위 선정 및 시상은 안 하고 있다.
- 2010, 2011 시즌은 비바 K리그에서 팬투표로 진행되는 베스트 오브 베스트 골 선정을 안 하여 시상을 안 하였고 2012시즌은 시즌 종료일 하루 뒤인 2012년 12월 3일에 시상식이 개최되어 전체 시즌 골들을 대상으로 한 팬투표가 없었다.
하지만 9월에 스플릿 리그에 들어가기 전 30라운드 정규리그 결산 베스트 골 선정 팬투표에서 1등을 한 보스나의 골을 비롯하여 임의로 스플릿 리그의 골들을 몇개 후보로 추가하여 비바! K리그에서 선정 올해의 베스트 골이라는 이름으로
다시 시상을 하여 베스트 골 선정 방식의 공정성과 객관성에 문제점이 제기되었다.

## 월별 시상 항목

### 이달의 감독상
2014년에 신설되었다.

### 이달의 선수상
2019년에 신설된 상이다.

### 이달의 영플레이어상
2021년 8월에 신설되었으며 K리그1만을 대상으로 한다.

### G MOMENT AWARD
2020년 7월에 신설된 상으로 5월달부터 시상을 하였다. K리그1만을 대상으로 한다.

### 이달의 퍼포먼스상
2022년 6월에 신설된 상으로 5월달부터 시상을 하였다. K리그1만을 대상으로 한다.

## 주별 시상 항목

### 라운드 MVP
2011년에 신설되었다.

### 라운드 베스트 11
2010년에 신설되었다.

## 경기별 시상 항목

### 맨 오브 더 매치
2010년에 신설되었다.

## 폐지된 시상 항목

### 시즌별 시상 항목

#### 우수 골키퍼상
| 시즌 | 선수   | 구단            | 비고               |
| ---- | ------ | --------------- | ------------------ |
| 1983 | 조병득 | 할렐루야 독수리 |                    |
| 1984 | 오연교 | 유공 코끼리     |                    |
| 1985 | 김현태 | 럭키금성 황소   |                    |
| 1985 | 김현태 | 럭키금성 황소   |                    |
| 1985 | 호성호 | 현대 호랑이     | 프로축구선수권대회 |
| 1987 | 조병득 | 포항제철 아톰즈 |                    |
| 1988 | 오연교 | 현대 호랑이     |                    |
| 1989 | 차상광 | 럭키금성 황소   |                    |
| 1990 | 유대순 | 유공 코끼리     |                    |

- 1990 시즌을 마지막으로 우수 골키퍼상 폐지.

#### 수비상
| 시즌 | 선수     | 구단        | 비고 |
| ---- | -------- | ----------- | ---- |
| 1991 | 박현용   | 대우 로얄즈 |      |
| 1992 | 사리체프 | 일화 천마   |      |
| 1993 | 이종화   | 일화 천마   |      |
| 1994 | 사리체프 | 일화 천마   |      |

- 1991 시즌 우수 골키퍼상을 대신하여 신설되었으나 1994시즌을 마지막으로 수비상 폐지.
- 스포츠서울의 올해의 프로축구 대상 등 언론사 시상식에서는 수비상이 계속 시상되고 있다.

#### 모범상
| 시즌 | 선수   | 구단            | 비고 |
| ---- | ------ | --------------- | ---- |
| 1983 | 이춘석 | 대우 로얄즈     |      |
| 1984 | 조영증 | 럭키금성 황소   |      |
| 1985 | 최강희 | 현대 호랑이     |      |
| 1986 | 박성화 | 포항제철 아톰즈 |      |
| 1987 | 박노봉 | 대우 로얄즈     |      |
| 1988 | 최강희 | 현대 호랑이     |      |
| 1989 | 강재순 | 현대 호랑이     |      |
| 1990 | 이태호 | 대우 로얄즈     |      |
| 1991 | 정용환 | 대우 로얄즈     |      |
| 1992 | 이태호 | 대우 로얄즈     |      |
| 1993 | 최영일 | 현대 호랑이     |      |
| 1994 | 정종수 | 현대 호랑이     |      |

- 전경기 출장자 혹은 최다 출장자 중에서 퇴장이나 경고가 최대한 적은 선수들에게 주로 수상되었다.
- 1994 시즌을 마지막으로 모범상 폐지.

#### 감투상
| 시즌 | 선수   | 구단            | 비고 |
| ---- | ------ | --------------- | ---- |
| 1983 | 이강조 | 유공 코끼리     |      |
| 1984 | 정용환 | 대우 로얄즈     |      |
| 1985 | 김용세 | 유공 코끼리     |      |
| 1986 | 민진홍 | 유공 코끼리     |      |
| 1987 | 최기봉 | 유공 코끼리     |      |
| 1988 | 최진한 | 럭키금성 황소   |      |
| 1988 | 손형선 | 대우 로얄즈     |      |
| 1989 | 조긍연 | 포항제철 아톰즈 |      |
| 1990 | 최태진 | 럭키금성 황소   |      |
| 1991 | 최진한 | 유공 코끼리     |      |
| 1992 | 박창현 | 포항제철 아톰즈 |      |
| 1993 | 윤상철 | LG 치타스       |      |
| 1994 | 이광종 | 유공 코끼리     |      |

- 1994 시즌을 마지막으로 감투상 폐지.

#### 올해의 인기선수상
| 시즌 | 선수   | 구단        | 비고 |
| ---- | ------ | ----------- | ---- |
| 1984 | 허정무 | 현대 호랑이 |      |

- 1984 시즌을 시작으로 불규칙적으로 시상되었다.

#### 최우수 심판상
| 시즌 | 주심             | 부심             | 비고                                   |
| ---- | ---------------- | ---------------- | -------------------------------------- |
| 1983 | 심판상 제정 이전 | 심판상 제정 이전 | 심판상 제정 이전                       |
| 1984 | 나윤식           |                  |                                        |
| 1985 | 최길수           |                  |                                        |
| 1986 | 심건택           |                  |                                        |
| 1987 | 박경인           |                  |                                        |
| 1988 | 이도하           |                  |                                        |
| 1989 | 수상자 없음      |                  | 운영미숙과 판정번복 등으로 해당자 없음 |
| 1990 | 길기철           |                  |                                        |
| 1991 | 이상용           |                  |                                        |
| 1992 | 노병일           |                  |                                        |
| 1993 | 김광택           |                  |                                        |
| 1994 | 박해용           |                  |                                        |
| 1995 | 김진옥           |                  |                                        |
| 1996 | 김용대           | 김회성           | 주심과 부심 분리 시상 시작             |
| 1997 | 이재성           | 곽경만           |                                        |
| 1998 | 한병화           | 김회성           |                                        |
| 1999 | 한병화           | 김용대           |                                        |
| 2000 | 이상용           | 곽경만           |                                        |
| 2001 | 김진옥           | 김계수           |                                        |
| 2002 | 권종철           | 원창호           |                                        |
| 2003 | 권종철           | 김선진           |                                        |
| 2004 | 이상용           | 원창호           |                                        |
| 2005 | 이영철           | 원창호           |                                        |
| 2006 | 이영철           | 안상기           |                                        |
| 2007 | 이상용           | 강창구           |                                        |
| 2008 | 고금복           | 손재선           |                                        |
| 2009 | 최광보           | 원창호           |                                        |
| 2010 | 최명용           | 정해상           |                                        |
| 2011 | 최광보           | 김정식           |                                        |
| 2012 | 최명용           | 김용수           |                                        |
| 2013 | 유선호           | 손재선           |                                        |
| 2014 | 최명용           | 노태식           |                                        |

#### 팬타스틱 플레이어
| 시즌 | 이름       | 포지션        | 구단               |
| ---- | ---------- | ------------- | ------------------ |
| 2009 | 이동국     | 공격수 (FW)   | 전북 현대 모터스   |
| 2010 | 구자철     | 미드필더 (MF) | 제주 유나이티드    |
| 2011 | 이동국     | 공격수(FW)    | 전북 현대 모터스   |
| 2012 | 데얀       | 공격수(FW)    | FC 서울            |
| 2013 | 김신욱     | 공격수(FW)    | 울산 현대          |
| 2014 | 이동국     | 공격수(FW)    | 전북 현대 모터스   |
| 2015 | 이동국     | 공격수(FW)    | 전북 현대 모터스   |
| 2016 | 레오나르도 | 미드필더(MF)  | 전북 현대 모터스   |
| 2017 | 조나탄     | 공격수(FW)    | 수원 삼성 블루윙즈 |

#### EA모스트 셀렉티드 플레이어상
| 시즌 | 선수   | 구단               | 비고 |
| ---- | ------ | ------------------ | ---- |
| 2018 | 조현우 | 대구 FC            |      |
| 2019 | 홍철   | 수원 삼성 블루윙즈 |      |
| 2020 | 홍철   | 울산 현대          |      |

### 월별 시상 항목

#### 이달의 심판상
2014년에 신설되었다가 2015년을 끝으포 폐지되었다.

#### 이달의 골 세리머니상
2015년에 신설되었다가 2016년을 끝으로 폐지되었다.

#### 아디다스 탱고 어워드
2018년에 신설된 상으로 한국프로축구연맹과 아디다스가 함께 손을 잡고 지난 한 달간 가장 센스있고, 개성있는 플레이 장면을 선보인 선수 1명을 뽑아 시상하고 있다.

## 참고 자료
- K리그 공식 웹사이트 : 역대 개인상 수상자
- K리그 공식 웹사이트 : K리그 히스토리

## 같이 보기
- K리그 구단 수상 내역
- K리그 최우수선수상
- K리그 영플레이어상
- K리그 득점상
- K리그 도움상
- K리그 베스트 11
- K리그 감독상